# Elisabeth Schumann

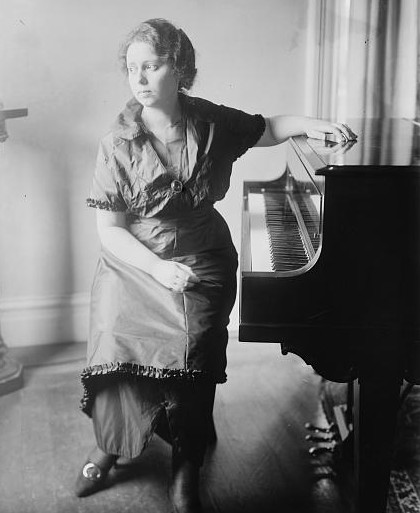
Elisabeth Schumann.

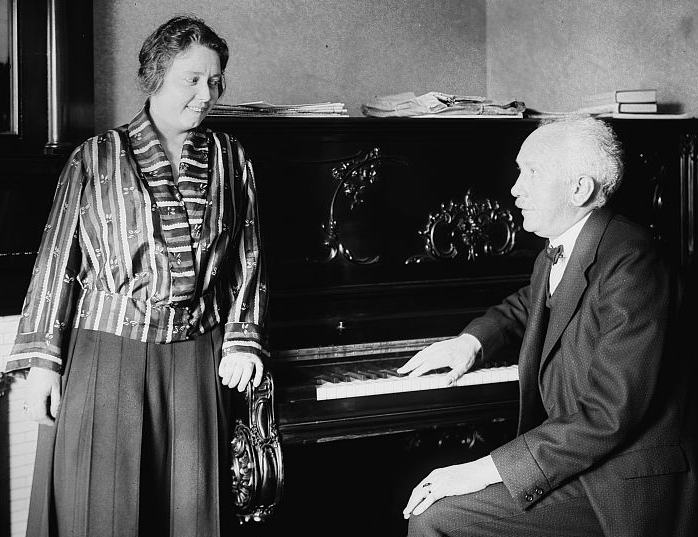
Elisabeth Schumann junto a Richard Strauss

Elisabeth Schumann, (Merseburg (Turingia), 13 de junio de 1888 - Nueva York, 23 de abril de 1952) fue una soprano lírica alemana muy apreciada por la pureza de su voz cristalina y expresiva. Comenzó cantando como soprano soubrette para evolucionar hacia roles de líricos pasando a papeles de coloratura, y en ocasiones a roles dramáticos.

## Carrera
Hija del organista y profesor de música Alfred Schumann y la soprano amateur Emma Schumann, quienes ante sus excepcionales condiciones naturales la educaron para llevar adelante una carrera de cantante en las ciudades de Berlín y Dresde. 
Debutó en un escenario en Hamburgo en 1909, después de pedir una audición en la que fue inmediatamente contratada. Su primer papel fue el pastor en Tannhäuser de Richard Wagner, la primera ópera que había visto en su vida, a los 7 años. En ese tiempo, casada con el arquitecto Walther Puritz mantuvo un romance con el director Otto Klemperer que terminó en escándalo y la expulsión del director de la Opera de Hamburgo. Se consagró en 1911 como Sophie en el estreno hamburgués de El caballero de la rosa.
Después de su sensacional debut en el Metropolitan Opera en 1914-15, entre 1919 y 1937 fue estrella absoluta en la Wiener Staatsoper, además de Salzburgo, París y Londres.
En 1938, mientras se hallaba en una gira por Francia, se produjo el Anschluss de Austria y Alemania. La cantante mantenía una relación con el doctor Hans Krüger de origen judío. Ayudó a Krüger a escapar y juntos emigraron, se casaron pero el matrimonio terminó en amargo divorcio seis años más tarde.
Ante la amenaza de la Segunda Guerra Mundial, y la ascensión de los nazis, después del Anschluss en 1938 emigró a los Estados Unidos de América, vía México, donde se unió al Instituto de música Curtis en Filadelfia como una de sus más famosas maestras de canto.
Durante la Segunda Guerra Mundial vivió en Nueva York, donde se dedicó a la enseñanza aunque brindó algunos recitales. 
Luego de la guerra viajó a Londres en 1945, con gran éxito en su regreso a Europa.
Estuvo estrechamente vinculada a Richard Strauss - fue una de sus sopranos favoritas y célebre intérprete de Sophie en El caballero de la rosa - Otto Klemperer - con quien mantuvo un tormentoso romance-, Lotte Lehmann, Bruno Walter, Wilhelm Furtwängler, así como otros músicos destacados de la primera mitad del siglo XX.
Se casó en tres oportunidades, primero con el arquitecto Walther Puritz(1882-?) - padre de su hijo Gerd Puritz, autor de su biografía -,con el director de orquesta Karl Alwin (1891- 1945) y con el dermatólogo Hans Krüger.
Murió en Londres de una hemorragia cerebral después de diagnosticársele cáncer de huesos.

## Reconocimientos
Schumann fue miembro Honorario de la Ópera Estatal de Viena y fue la primera mujer reconocida como Miembro Honorario de la Filarmónica de Viena.

## Biografía
- Elisabeth Schumann - Gerd Puritz, Londres ISBN 0-7293-0394-2